# Francisco Javier Gómez Noya
Francisco Javier Gómez Noya (Basilea, 25 marzo 1983) è un triatleta spagnolo vicecampione olimpico ai Giochi di Londra 2012 nella gara individuale.

## Carriera

### Esordi e primi riconoscimenti
Nato da emigranti spagnoli a Basilea subito dopo la famiglia torna e si stabilisce in Spagna, precisamente a Ferrol in Galizia.
Atleta dotato in varie discipline si mette in mostra, giovanissimo, nel nuoto dove arriva a partecipare alle finali nazionali in diverse categorie. Il passaggio al triathlon avviene nel 1998. Nel 2002 partecipa a Madrid alla sua prima gara Élite di coppa del mondo, arrivando 8º assoluto.
Ben presto sale alla ribalta mondiale conquistando la medaglia d'oro ai mondiali di triathlon del 2003 - categoria Under 23 - che si sono tenuti a Queenstown in Nuova Zelanda.
Nel 2004 partecipa ai Campionati europei di triathlon di Valencia, dove si classifica 8, a 30 secondi dalla zona podio, ma soprattutto davanti al plurimedagliato connazionale Iván Raña. Nello stesso anno partecipa ai mondiali di triathlon di Funchal in Portogallo, dove arriva nuovamente 8 a meno di 30 secondi dal podio; mondiali vinti da Bevan Docherty su Iván Raña. Non prende parte, per via di scelte tecniche, alle Olimpiadi di triathlon di Atene dello stesso anno.
Nel 2006, dopo aver conseguito vari piazzamenti in gare di coppa del mondo - vince le gare di Madrid, Amburgo e Cancún e fa podio ad Aqaba, Pechino e Corner Brook - si presenta ai Campionati europei di triathlon di Autun in Francia, ottenendo un prestigioso 5 posto alle spalle dei francesi Belaubre e Fleureton, del britannico Andrew Johns e del ceco Krnavek. Sempre nel 2006 ai Campionati del mondo di triathlon di Losanna non va oltre un 10 posto, complice una frazione in bicicletta non in linea con quella fatta registrare dai best performer.
Si aggiudica per la prima volta i campionati nazionali spagnoli di triathlon olimpico.

### La consacrazione nell'Élite mondiale
Nel 2007 si laurea Campione europeo di triathlon, davanti all'atleta tedesco che l'anno dopo conquisterà l'oro alle Olimpiadi di Pechino, Jan Frodeno, e all'altro atleta tedesco, che due mesi dopo vincerà i mondiali di triathlon ad Amburgo, Daniel Unger. Ai mondiali di Amburgo arriva secondo, dietro Unger, lasciandosi tuttavia alle spalle il temibile triatleta australiano Brad Kahlefeldt. Nello stesso anno colleziona una serie di 4 vittorie in gare di coppa del mondo (Lisbona, Salford, Tiszaújváros e Pechino).
Non dovrà aspettare molto per salire in vetta al mondo, in quanto si laurea campione del mondo di triathlon nel 2008 a Vancouver in Canada. La vittoria, tanto attesa, arriva ai danni del neozelandese Bevan Docherty e dello svizzero Reto Hug. Nello stesso anno si classifica 7 agli europei di Lisbona, sempre a causa di una frazione in bici non delle migliori e vince di nuovo 4 gare di coppa del mondo (Mooloolaba, New Plymouth, Madrid e Tiszaújváros), oltre ad una gara di coppa d'Africa (Bloemfontein) e ad una di coppa Europa (Pontevedra).
Ha partecipato ai Giochi olimpici estivi di Pechino 2008 dove, dopo aver condotto una gara di testa nella frazione finale (corsa), cede il passo nell'ultimo chilometro ai tre atleti che andranno a medaglia (Jan Frodeno, Simon Whitfield, Bevan Docherty), conseguendo un amaro - alla vigilia - quarto posto. Alle sue spalle si classifica il sempre presente Iván Raña.
Nel 2009 vince per la seconda volta il titolo di Campione europeo ad Holten nei Paesi Bassi, davanti al nuovo leader mondiale, l'inglese Alistair Brownlee, e all'emergente russo Aleksandr Brjuchankov. Raggiunge 4 volte il podio in gare di coppa del mondo valide per il mondiale - argento a Washington e a Kitzbuehel e bronzo a Madrid e a Yokohama - e conquista il secondo posto nella gran finale di Gold Coast, vinta da Alistair Brownlee. Questi risultati gli permetteranno di aggiudicarsi la medaglia d'argento nella serie dei mondiali del 2009. Vince per la seconda volta i campionati nazionali spagnoli di triathlon olimpico.
Nel 2010 si classifica secondo ai Campionati europei di Athlone, alle spalle dell'inglese Alistair Brownlee e davanti al francese David Hauss.
Non brilla nella prima apparizione alle gare della serie dei campionati del mondo, arrivando 12º a Seul. Migliora, arrivando 4º a Madrid. Si rifà ad Amburgo vincendo la quarta gara della serie con una grande frazione podistica. Vince anche la gara di Londra, davanti al più giovane dei fratelli Brownlee, Jonathan, e al campione olimpico Jan Frodeno.
Vince la medaglia d'argento nella gara di Kitzbuehel alle spalle del britannico Stuart Hayes. Si presenta alla Gran Finale dei Campionati del mondo di triathlon di Budapest con un punteggio accumulato nelle gare della serie che lo colloca al 2º posto assoluto, dietro al tedesco Frodeno, quest'ultimo favorito dai pronostici. Riesce grazie ad un 2º posto assoluto alle spalle di Alistair Brownlee e al 41º posto raggiunto dal tedesco Frodeno a laurearsi Campione del mondo di triathlon del 2010. Vince per la terza volta i campionati nazionali spagnoli di triathlon olimpico.
Ha rappresentato la Spagna ai Giochi olimpici estivi di Londra 2012, dove ha vinto la medaglia d'argento nella gara individuale, preceduto sul podio dal britannico Alistair Brownlee.
Ai Giochi olimpici estivi di Tokyo 2020 si è classificato 25º nella prova individuale, vinta dal norvegese Kristian Blummenfelt.

## Titoli
- Campione del mondo di triathlon (Élite) - 2008, 2010, 2013, 2014, 2015
- Campione del mondo di triathlon long distance (Élite) - 2019
- Campione del mondo di triathlon (Under 23) - 2003
- Coppa del mondo di triathlon - 2006, 2007, 2008
- Campione del mondo Ironman 70.3 - 2014
- Campione europeo di triathlon (Élite) - 2007, 2009, 2012
- Campione nazionale di triathlon (Élite) - 2006, 2009, 2010, 2011